# 织原城二罪案
织原城二罪案是指日本籍韩裔商人织原城二（金聖鐘）所犯下的一连串包括强奸、迷奸、虐待、强拍性爱画面、杀人、分尸罪案。织原城二主要在日本东京犯案。
这起案件会被揭发是一名为了筹措在日本旅游的经费，于日本花吧非法工作的英国籍少女露西·布莱克曼（Lucie Blackman）的失踪引起的。露西在2000年7月1日失踪，其家人在7月4日抵达日本寻找她，在当时引起了英国和日本社会的瞩目。东京市警方于2001年2月9日在东京湾发现一女性，被灌水泥的手和腿部等残肢，2月10日证明是露西的残肢。
织原城二于2000年10月因另一起奸杀案被捕，2003年开始在东京地方法院被起诉，同时被控6起强奸、3起奸杀罪。2007年4月24日星期二6起强奸、2起强杀罪名成立，被判无期徒刑，但奸杀露西·布莱克曼的罪名不成立。東京高等法院於2008年12月16日推翻2007年部分裁決，裁定織原肢解布萊克曼罪成，但謀殺罪不成，被判終身監禁。

## 年表
- 1992年织原城二于神奈川縣逗子市迷姦杀害澳洲女性Carita Ridgeway。
- 1992年到2000年期间织原城二干下不少迷姦案。织原拥有高级跑车，打扮光鲜、出手大方，主要到各大型俱乐部女性引诱女招待至其别墅迷姦及强拍性爱画面。
- 2000年7月1日在日本東京港區六本木俱乐部非法打工的英籍少女露西·布莱克曼失踪。
- 2000年7月4日，露西的妹妹Sophie抵达东京寻找露西。7月6日，露西的父亲也抵达东京。
- 7月13日，由于英国首相托尼·布莱尔在对日本的官方访问中，向日本首相森喜朗提起此事，自此露西的失踪引起英日二地媒体的关注。
- 10月，织原城二因被怀疑姦杀Carita Ridgeway被捕。

- 2001年2月9日，东京市警方在东京湾发现一女性，被灌水泥的手和腿部等残肢。2月10日证明残肢属于露西。

- 2003年东京地方法院起诉织原城二，他同时被控6起强姦、3起姦杀罪，包括姦杀露西一案。

- 2007年4月24日星期二6起强姦、2起强杀罪名成立，织原城二被判无期徒刑，但姦杀露西·布莱克曼的罪名不成立。

- 2008年12月16日被裁定解布萊克曼罪成，但謀殺罪不成。

- 2010年12月最高法院终审驳回织原城二的上诉。